# Bilan détaillé
Le principe du bilan détaillé d'un système cinétique comportant plusieurs chemins, chacun d'eux comportant plusieurs étapes successives indépendantes, stipule que l'équilibre thermodynamique global du système implique l'équilibre de chacune des étapes constitutives.
Le principe voisin nommé principe de bilan semi-détaillé ou bilan complexe donne une condition suffisante pour assurer la stationnarité d'un tel système.

## Histoire du concept
Le principe de bilan détaillé a été utilisé une première fois par Ludwig Boltzmann en 1872 pour établir son théorème H,.
Ce principe a été décrit en chimie analytique par Rudolf Wegscheider en 1901 pour l'étude de l'équilibre chimique des systèmes réactifs complexes.
La notion de bilan semi-détaillé a été introduite par Boltzmann pour justifier le théorème H dans le cas de molécules ayant des degrés de liberté internes. Il repose sur la notion de réversibilité d'un ensemble de propriétés décrivant l'interaction des molécules plutôt que sur la microréversibilité de chacune d'entre elles. Ce concept a été formalisé par Ernst Stueckelberg comme reposant sur l'unitarité de la matrice S.
Il a été généralisé sous le nom de bilan complexe par Horn et Jackson en 1972 pour les systèmes faisant intervenir un catalyseur et les notions de quasi-stationnarité et de quasi-équilibre tels qu'on les rencontre dans l'équation de Michaelis-Menten.
Il a été largement utilisé pour l'étude des chaînes de Markov, en particulier la méthode de Monte-Carlo avec l'algorithme de Metropolis-Hastings.
Le concept est aujourd'hui un classique de la physique statistique et de la chimie physique,.

## Équilibre chimique et bilan détaillé
Soit une réaction chimique comportant n espèces et m chemins différents possibles, chacun pouvant comporter plusieurs réactions élémentaires. Ce système est décrit par l'équation chimique
{\displaystyle \sum _{i=1}^{n}\alpha _{ri}{\ce {A}}_{i}{\ce {->}}\sum _{j=1}^{n}\beta _{rj}{\ce {A}}_{j}\,,\quad r=1\ldots m}
où {\displaystyle {\ce {A}}_{i}} est l'espèce et {\displaystyle \alpha _{ri},\beta _{rj}\geq 0} sont les coefficients stœchiométriques. On définit la matrice stœchiométrique par :
{\displaystyle \mathbf {\Gamma } =(\gamma _{rj})\,,\quad \gamma _{rj}=\beta _{rj}-\alpha _{rj}}
Dans cette matrice rectangulaire la rème colonne {\displaystyle \textstyle \mathbf {\gamma } _{r}=(\gamma _{rj})} est relative à l'étape r.
La vitesse d'une réaction élémentaire s'écrit :
{\displaystyle w_{r}=k_{r}\prod _{i=1}^{n}a_{i}^{\alpha _{ri}}}
où {\displaystyle a_{i}\geq 0} est l'activité chimique de {\displaystyle \textstyle A_{i}} et {\displaystyle k_{r}>0} la constante de vitesse.
Le système inverse s'écrit pareillement et on introduit les exposants « + » et « - » pour distinguer le système direct et le système inverse. {\displaystyle K_{r}=k_{r}^{+}/k_{r}^{-}} est la constante d'équilibre. Par convention pour une réaction absente car non réversible on a {\displaystyle k_{r}^{-}=0}.
L'équilibre du système, s'il existe, s'écrit :
{\displaystyle \sum _{i}\gamma _{ri}x_{i}=\ln k_{r}^{+}-\ln k_{r}^{-}=\ln K_{r}\,,\quad x_{i}=\ln a_{i}^{\rm {eq}}}
Ce système linéaire admet une solution donnée par l'ensemble {\displaystyle \{a_{i}>0\}} si :
- {\displaystyle k_{r}^{+}>0\;\;\Leftrightarrow \;\;k_{r}^{-}>0} : l'existence d'une réaction directe implique celle de la réaction inverse ;
- toute solution {\displaystyle {\boldsymbol {\lambda }}=(\lambda _{r})} solution du système à l'équilibre

{\displaystyle {\boldsymbol {\lambda \Gamma }}=0\;\;\left(\forall i\;\;\sum _{r}\lambda _{r=1}^{m}\gamma _{ri}=0\right)}
vérifie la condition de Wegscheider :
{\displaystyle \prod _{r=1}^{m}(k_{r}^{+})^{\lambda _{r}}=\prod _{r=1}^{m}(k_{r}^{-})^{\lambda _{r}}}
Dans le cas d'un seul chemin on retrouve la loi d'action de masse.
La résolution du système peut se faire par l'analyse des chemins. Toutefois, si l'on ne s'intéresse qu'au résultat de l'équilibre thermodynamique, on peut remarquer que ce système est sur-défini. En effet si {\displaystyle \textstyle n_{A}} est le nombre d'atomes présents, la conservation de ce nombre d'atomes montre que le système est de rang {\displaystyle \textstyle \;n-n_{A}\;}. L'ensemble correspondant à toute valeur propre de la matrice {\displaystyle \textstyle \mathbf {\Gamma } \,\mathbf {\Gamma } ^{t}} suffit à définir le système.

## Bilan semi-détaillé
On s'intéresse à l'évolution temporelle du système décrit ci-dessus :
{\displaystyle {\frac {dN_{i}}{dt}}=V\sum _{r}\gamma _{ri}w_{r}}
où {\displaystyle \textstyle N_{i}} est le nombre de moles contenu dans le volume {\displaystyle \textstyle V}. On note {\displaystyle \textstyle {\boldsymbol {\alpha }}_{r}=(\alpha _{ri})} le vecteur stœchiométrique relatif au chemin r.
Soit {\displaystyle \textstyle {\boldsymbol {\nu }}} un élément de l'ensemble des vecteurs stœchiométriques, on définit un ensemble de valeurs
{\displaystyle R_{\nu }^{+}=\{r|\alpha _{r}=\nu \}\,,\quad R_{\nu }^{-}=\{r|\beta _{r}=\nu \}}
{\displaystyle r\in R_{\nu }^{+}} si et seulement si {\displaystyle \textstyle {\boldsymbol {\nu }}} constitue l'un des vecteurs {\displaystyle \textstyle {\boldsymbol {\alpha }}_{r}}.
Le principe de bilan semi-détaillé stipule que 
{\displaystyle \forall {\boldsymbol {\nu }}\quad \sum _{r\in R_{\nu }^{-}}w_{r}=\sum _{r\in R_{\nu }^{+}}w_{r}}
La réalisation de cette condition est suffisante pour assurer l'état stationnaire {\displaystyle \textstyle {\frac {dN_{i}}{dt}}=0}
Elle n'est pas une condition nécessaire, la stationnarité pouvant résulter de réactions cycliques,.
Le bilan détaillé implique le bilan semi-détaillé : l'équilibre thermodynamique est un état stationnaire particulier.

## Dissipation

### Systèmes avec bilan détaillé
La dynamique du système obéissant à la loi d'action de masse telle que généralisée ci-dessus est décrite par l'expression de l'activité chimique fonction des fractions molaires {\displaystyle \textstyle c_{i}} et de la température thermodynamique T. 
{\displaystyle a_{i}=\exp \left({\frac {\mu _{i}-\mu _{i}^{\ominus }}{RT}}\right)}
où μi est potentiel chimique, {\displaystyle \textstyle \mu _{i}^{\ominus }} le potentiel chimique dans l'état standard, R est la constante universelle des gaz parfaits.  
Pour un système idéal {\displaystyle \mu _{i}=RT\ln c_{i}+\mu _{i}^{\ominus }} et {\displaystyle a_{i}=c_{i}} : l'activité se réduit à la fraction molaire et on peut appliquer la loi d'action de masse classique.
Considérons un système isotherme  et isochore pour lequel l'énergie libre {\displaystyle \textstyle F(T,V,N_{i})} s'écrit
{\displaystyle F=RT\sum _{i}N_{i}\left(\ln \left({\frac {N_{i}}{V}}\right)-1+{\frac {\mu _{i}^{\ominus }(T)}{RT}}\right)}
Le potentiel chimique est
{\displaystyle \mu _{i}=\partial F(T,V,N_{j})/\partial N_{i}}
L'évolution du système est décrite par
{\displaystyle {\frac {dN_{i}}{dt}}=V\sum _{r}\gamma _{ri}(w_{r}^{+}-w_{r}^{-})}
Si le principe de bilan détaillé est vérifié alors pour toute valeur de T il existe une valeur de ceq telle que
{\displaystyle w_{r}^{+}(c^{\rm {eq}},T)=w_{r}^{-}(c^{\rm {eq}},T)=w_{r}^{\rm {eq}}}
D'où
{\displaystyle w_{r}^{+}=w_{r}^{\rm {eq}}\exp \left(\sum _{i}{\frac {\alpha _{ri}(\mu _{i}-\mu _{i}^{\rm {eq}})}{RT}}\right)\,,\quad w_{r}^{-}=w_{r}^{\rm {eq}}\exp \left(\sum _{i}{\frac {\beta _{ri}(\mu _{i}-\mu _{i}^{\rm {eq}})}{RT}}\right)}
où {\displaystyle \mu _{i}^{\rm {eq}}=\mu _{i}(c^{\rm {eq}},T)}
Le calcul de la variation d'énergie libre montre que ce système est dissipatif
{\displaystyle {\frac {dF}{dt}}=\sum _{i}{\frac {\partial F(T,V,N)}{\partial N_{i}}}{\frac {dN_{i}}{dt}}=\sum _{i}\mu _{i}{\frac {dN_{i}}{dt}}=-VRT\sum _{r}(\ln w_{r}^{+}-\ln w_{r}^{-})(w_{r}^{+}-w_{r}^{-})\leq 0}
Le signe de l'inégalité est obtenu en considérant que le logarithme est une fonction monotone et que  {\displaystyle \ln w_{r}^{+}-\ln w_{r}^{-}} et {\displaystyle w_{r}^{+}-w_{r}^{-}} ont toujours le même signe.
On obtient également une inégalité montrant la croissance de l'entropie dans le cas d'un système isotherme et isobare ou pour un système isochore à énergie interne constante ou enthalpie constante.

### Systèmes avec bilan semi-détaillé
Le taux de production pour le chemin r est
{\displaystyle w_{r}=\varphi _{r}\exp \left(\sum _{i}{\frac {\alpha _{ri}\mu _{i}}{RT}}\right)}
Le terme exponentiel est le facteur de Boltzmann et le terme multiplicatif {\displaystyle \varphi _{r}\geq 0} le facteur pré-exponentiel.
On compte séparément les réactions directes et inverses
{\displaystyle {\frac {dN_{i}}{dt}}=V\sum _{r}\gamma _{ri}w_{r}}
On définit une fonction auxiliaire {\displaystyle \theta (\lambda )} de la variable {\displaystyle \lambda \in [0,1]}
{\displaystyle \theta (\lambda )=\sum _{r}\varphi _{r}\exp \left(\sum _{i}{\frac {{\tilde {\alpha }}_{ri}\mu _{i}}{RT}}\right)\,,\quad {\tilde {\alpha }}_{ri}(\lambda )=\lambda \alpha _{ri}+(1-\lambda )\beta _{ri}}
Cette fonction est convexe {\displaystyle \theta ''(\lambda )\geq 0}.
Le calcul de la dérivée de l'énergie libre donne avec cette fonction une généralisation de la dissipation
{\displaystyle {\frac {dF}{dt}}=-VRT\left.{\frac {d\theta (\lambda )}{d\lambda }}\right|_{\lambda =1}}
La convexité de {\displaystyle \theta (\lambda )} donne la condition nécessaire et suffisante pour l'inégalité de dissipation
{\displaystyle \forall \lambda <1\quad {\frac {dF}{dt}}<0\;{\mbox{ ssi }}\;\theta (\lambda )<\theta (1)}
{\displaystyle \forall \lambda <1\quad {\frac {dF}{dt}}\leq 0\;{\mbox{ ssi }}\;\theta (\lambda )\leq \theta (1)}
Le bilan semi-détaillé peut s'exprimer par {\displaystyle \theta (0)\equiv \theta (1)}. Dès lors pour un tel système {\displaystyle {dF}/{dt}\leq 0}.

## Systèmes comportant une réaction irréversible
De nombreux systèmes (combustion, catalyse hétérogène, réactions enzymatiques) comportent des réactions irréversibles. Ceux-ci ne présentent pas un bilan détaillé en général. C'est le cas par exemple du cycle {\displaystyle {\ce {A1 -> A2 -> A3 -> A1}}}. Par contre le cycle {\displaystyle {\ce {A1 -> A2 -> A3 <- A1}}} le peut. Le théorème de Gorban–Yablonsky indique qu'un système comportant des réactions irréversibles constitue la limite de systèmes respectant le principe de balance détaillée si et seulement si
- la partie réversible du système respecte le principe ;
- l'enveloppe convexe des vecteurs stœchiométriques de la partie irréversible a une intersection vide avec

le sous-espace vectoriel engendré par les vecteurs stœchiométriques de la partie réversible.
Cette seconde condition exclut les systèmes cycliques comportant une réaction irréversible.